# Властов, Владимир Авенирович
Владимир Авени́рович (Авена́риевич) Власто́в (1865 — 1920) — русский архитектор.

## Биография
Первоначальное образование получил в Первой Санкт-Петербургской гимназии. В 1884 году поступил в Петербургский институт гражданских инженеров, который окончил в 1889 году. После обучения переехал в Москву и работал заведующим архитектурного отдела Московской городской чертёжной для приёма частных заказов. В 1906 году был переведён в Областное правление Войска Донского в Новочеркасск, где в должности городского архитектора много строил по казённым и частным заказам.
По предположению М. В. Нащокиной, в первой половине 1900-х годов Властов работал в архитектурной мастерской Л. Н. Кекушева.
Скончался 16.01.1920 в Иркутске от сердечной астмы. 

## Проекты и постройки
- 1899—1901 — доходный дом, совместно с Ф. Н. Кольбе, Большая Якиманка, 15/20 (снесён в 2011 году);
- 1900 — жилой дом, Москва, Николоямская улица, 21/7 стр. 3;
- 1901—1905 — доходный дом П. К. Микини, совместно с П. К. Микини, Кривоколенный переулок, 8;
- 1903 — доходный дом, Москва, Аристарховский переулок, 4/1;
- 1903 — доходный дом, Москва, Большой Каретный переулок, 4;
- 1905 — перестройка типографии А. И. Мамонтова, Москва, Леонтьевский переулок, 5;
- 1905 — пристройка к флигеля здания Елизаветинского института, Москва, улица Радио, 10;
- 1905 — внутренние работы в особняке Саарбекова, постройка конюшни и каретного сарая, Москва, Поварская улица, 24;
- 1905 — доходный дом, совместно с П. К. Микини, В. К. Микини, Москва, Армянский переулок, 1/8;
- 1914 — Церковь Александра Невского при реальном училище, Новочеркасск[6].